# Icederby
Icederby is een voorgestelde nieuwe schaatsvariant waarin langebaanschaatsers en shorttrackers het tegen elkaar moeten opnemen op een kunstijsbaan van 220 meter.

## Geschiedenis
Het concept is ontwikkeld in Zuid-Korea en grotendeels bedoeld om sportweddenschappen op af te sluiten. Het concept is gebaseerd op het wieleronderdeel keirin waar in Japan en Zuid-Korea ook veel op gegokt wordt. Net als in het shorttrack zouden vier schaatsers tegelijkertijd moeten starten en gaan de beste twee door naar de volgende ronde.
De organisator van deze nieuwe sport, Icederby International, claimde toegang te hebben tot vijfhonderd miljoen dollar investeringsgeld uit de Arabische wereld. De schaatsers zouden een groot deel van dit geld in de vorm van startvergoeding kunnen opstrijken; het prijzengeld zou vele malen hoger liggen dan bij de gebruikelijke toernooien van de Internationale Schaatsunie (ISU). Voor het testevenement werd een prijzenpot van twee miljoen Amerikaanse dollar genoemd wat per schaatser 30.000 tot 100.000 euro zou kunnen beteken.

### Reacties
De Internationale Schaatsunie werd in 2011 reeds over de plannen geïnformeerd, maar sprak zich pas in januari 2014 toen de plannen algemeen bekend werden openlijk uit. De ISU reageerde bij monde van vicevoorzitter Jan Dijkema negatief op het plan en distantieerde zich van alles wat met georganiseerd gokken te maken heeft omdat het zou leiden tot wedstrijdvervalsing. De ISU claimde het alleenrecht op het organiseren van internationale schaatsevenementen en kan als sanctie de deelnemers aan de Icederby uitsluiten van toekomstige deelname aan ISU-wedstrijden, waaronder KNSB-wedstrijden.
Jeroen Otter, bondscoach van de Nederlandse shorttrackers en adviseur van Icederby, was enthousiast over het idee omdat het zeer spannend zou kunnen worden en omdat er veel geld in de schaatssport gestoken zou worden. Ook sportdirecteur van de KNSB Arie Koops, TVM-coach Gerard Kemkers, en voormalig shorttracker Cees Juffermans zagen kansen om het schaatsen populairder te maken bij een breed publiek. Schaatser Michel Mulder gaf aan zeker deelname te overwegen. Ook de internationale bookmakers waren positief.

### Uitstel
Het eerste driedaagse testevenement had in mei 2014 op een tijdelijke ijsbaan in Dubai moeten plaatsvinden. Hieraan hadden zo'n zeventig schaatsers, waarvan zoveel mogelijk medaillewinnaars van de Olympische Winterspelen 2014, mee moeten gaan doen. Het Nederlandse bedrijf Iceworld International was in onderhandeling met de organisatoren in Dubai om de tijdelijke ijsbaan in het Hamdan Sports Complex aan te leggen. Hiermee zou een bedrag van een tot anderhalf miljoen euro gemoeid zijn.
Later zou dit moeten doorgroeien naar een serie wedstrijden wereldwijd te houden in steden als Las Vegas, Macau, Moskou en Vladivostok.
In maart werd het eerste evenement van mei naar 23 oktober 2014 verplaatst, waarna in juni 2014 werd bekend dat oud-schaatsers Mark Tuitert en Niels Kerstholt, beiden beoogd deelnemer van het testevenement, het wedstrijdmonopolie van de Internationale Schaatsunie gingen aanvechten. Ze vonden dat de bond misbruik maakt van zijn machtspositie door het alleenrecht te claimen op de organisatie van schaatswedstrijden. Ook vonden ze dat de ISU de klachtenprocedure "irritant lang rekt". Om hun punt kracht bij te zetten schreven ze onder de titel "chance to compete" samen met andere topschaatsers een open brief aan Margrethe Vestager, lid van de Europese Commissie op de post Mededinging.
In oktober werd bekend dat de Europese Commissie naar aanleiding van de klacht ging onderzoeken of de ISU mededingingsregels overtreedt waarop de ISU verrast en teleurgesteld was. Op 27 september 2016 maakte EU-commissaris Margrethe Vestager van Mededinging haar voorlopige standpunt bekend: de ISU mag sporters niet verhinderen deel te nemen aan de door haar niet-erkende schaatsevenementen. Dat is in strijd met de Europese concurrentieregels. Intussen was in juli 2014 het testevenement verplaatst naar april 2015 zodat de organisatie langer de tijd had om het conflict met de ISU op te lossen. Ook in 2015 kon het evenement vanwege het juridische conflict niet doorgaan, maar het AD wist vervolgens op 8 januari 2016 te melden dat wellicht in stadion GelreDome in Arnhem de eerste Icederby zou kunnen worden georganiseerd. Een deel van de organisatie was eind december in Nederland om te praten met de KNSB, KPN en Tuitert en Kerstholt. De ISU gaf in juli 2016 groen licht voor het evenement in GelreDome eind maart 2017. Op 14 november 2017 werd bekend dat er binnen enkele weken een definitief besluit komt van de Europese Commissie In 2017 werd het project Icederby voor onbepaalde tijd uitgesteld.
In april 2019 werd Icederby weer opnieuw aangekondigd. In september 2019 zou er een test-evenement komen, en de eerste editie zou nu in maart 2020 plaats gaan vinden in Thialf. Er zou 2 miljoen dollar van een Koreaanse investeringsmaatschappij te verdelen zijn. De testrun van 7 september 2019 werd uitgesteld naar maart 2020, maar ging ook toen niet door.